# Glyphesis taoplesius
Glyphesis taoplesius är en spindelart som beskrevs av Jörg Wunderlich 1969. Glyphesis taoplesius ingår i släktet Glyphesis och familjen täckvävarspindlar. Inga underarter finns listade i Catalogue of Life.